# Chaume du Querty
 (novembre 2009).
Si vous disposez d'ouvrages ou d'articles de référence ou si vous connaissez des sites web de qualité traitant du thème abordé ici, merci de compléter l'article en donnant les références utiles à sa vérifiabilité et en les liant à la section « Notes et références ».

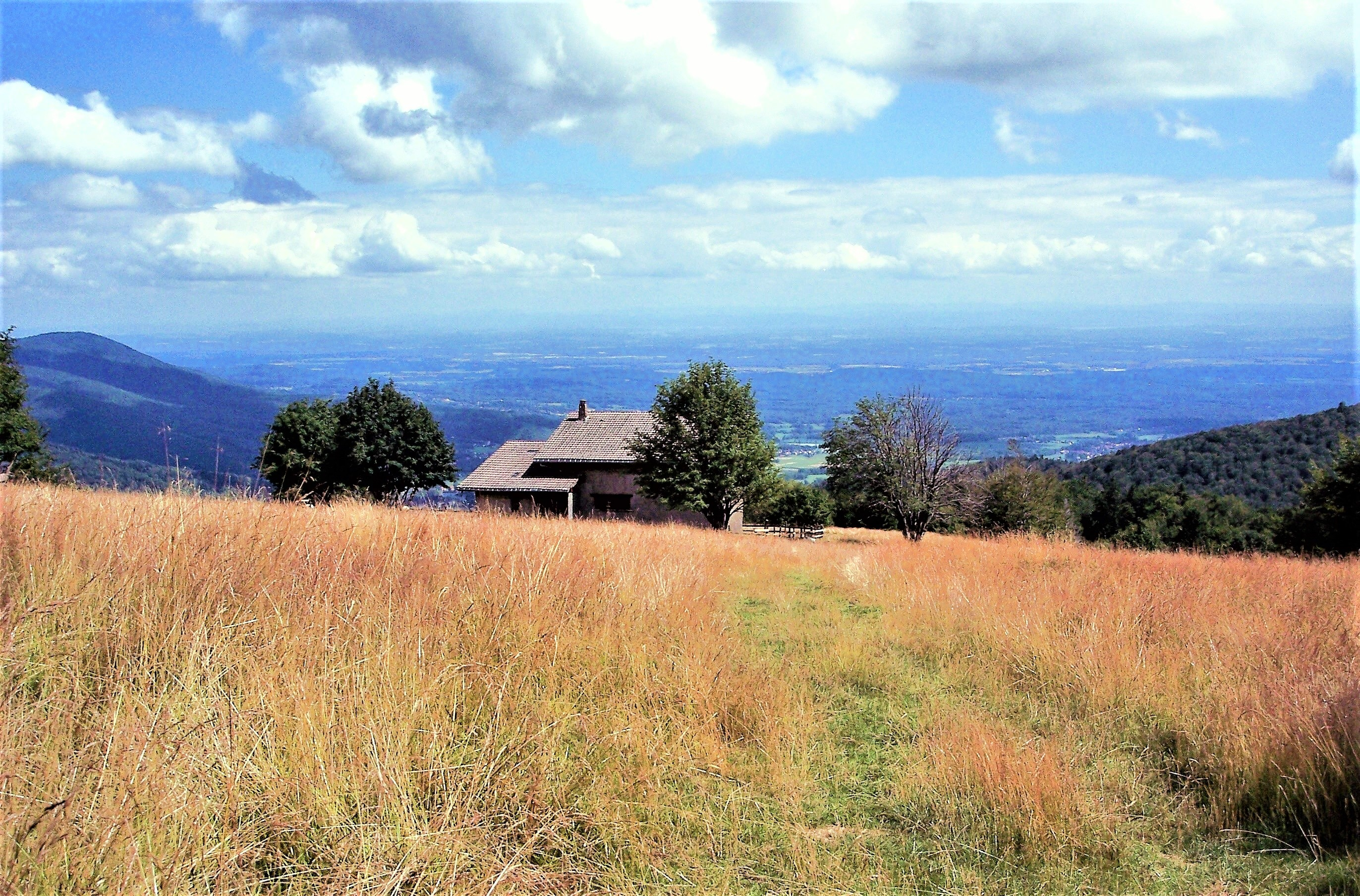
Chaume du Querty

La chaume du Querty ou des Carrons est une clairière anthropique (créée par l'Homme), au sud du massif des Vosges, dans le Territoire de Belfort, et la commune d'Auxelles-Haut. Elle se trouve sur les contreforts méridionaux du massif du Ballon d'Alsace, entre 970 et 1050 mètres d'altitude, sur le versant sud du sommet de la Planche des Belles Filles.
Cet endroit pittoresque offre de belles vues sur le massif des Vosges, la Trouée de Belfort et les Alpes par beau temps.

## Géographie

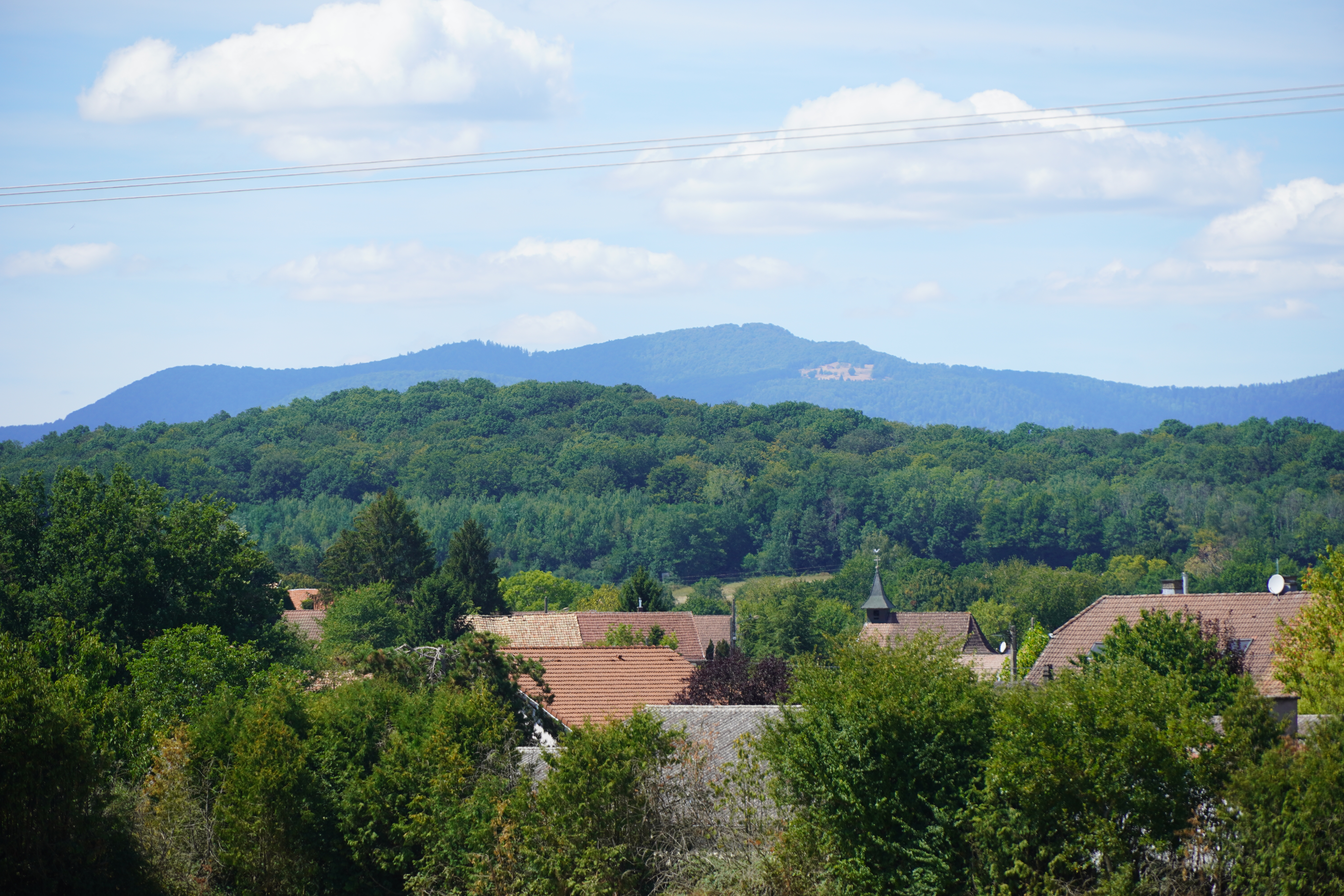
La chaume du Querty visible en couleur claire près du sommet de la Planche des Belles Filles.

Carte topographique simplifiée du col du Querty et des environs.

La Chaume du Querty est située entre la Planche des Belles Filles (1 148 mètres) et le Mont Ordon-Verrier (963 mètres).

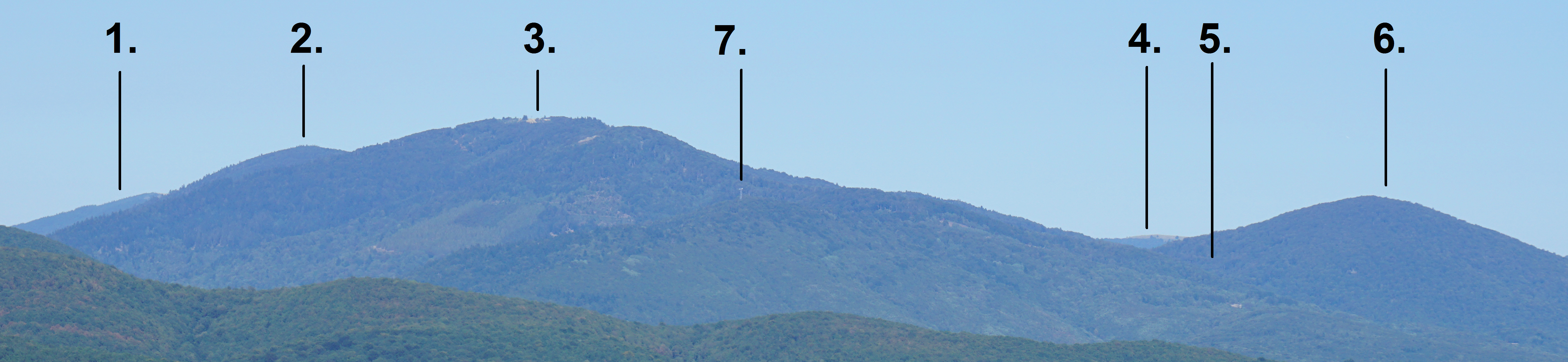

- 1. Ballon d'Alsace ;
2. Ballon Saint-Antoine ;
3. Planche des Belles Filles ;
4. Wissgrut ;
5. Col du Querty ;
6. Mont Ordon-Verrier ;
7. Mont Ménard (surmonté d'une antenne).

## Protection
Propriété de la commune d'Auxelles-Haut, ce site, abandonné avec le déclin de l'agriculture de montagne depuis les années 1950, a fait l'objet de mesures de gestion à l'initiative de la municipalité (pendant le mandat du maire François Fendeleur). Associant le Conservatoire Régional des Espaces Naturels de Franche-Comté (Espaces Naturels Comtois) et le Conseil général du Territoire de Belfort, ces mesures ont permis de lutter contre l'enfrichement naturel du site, et de mettre en place une exploitation agricole par pâturage extensif. Il a été ainsi possible de restituer l'ouverture du paysage et les formations végétales qui en découlent, notamment d'importants massifs de Myrtilles. Cet espace est fréquenté par le Grand Tétras, pour l'alimentation duquel les myrtilles jouent un rôle important.
Premier conservateur du site, Jean-François Azens a mis en œuvre le premier plan de gestion (1994), avec l'entreprise d'insertion SAPIN. Gilles Benest était alors président du Conservatoire de Franche-Comté.[réf. nécessaire]
La Chaume du Querty fait actuellement partie de la réserve naturelle nationale des Ballons comtois cogérée par l'ONF et le Parc naturel régional des Ballons des Vosges.
Le randonneur peut y accéder facilement depuis les villages d'Auxelles-Haut, Giromagny ou Lepuix, ou depuis la Planche des Belles Filles. Utiliser la Carte IGN TOP25 n° 3520ET.